# 斑點龍鰧
斑點龍鰧是條鰭魚綱鱸形目龍鰧科龍鰧屬一個種。為大西洋東部的魚類，見於西南歐到西南非海域。

## 命名
本魚由喬治·居維葉於1829年命名。
其種小名在拉丁語意為「蜘蛛」。

## 分布
本魚分布於大西洋東部沿岸，從西南歐的葡萄牙到西南非的安哥拉，也見於地中海。所在國家包括阿爾巴尼亞、阿爾及利亞、安哥拉、貝南、喀麥隆、剛果共和國、剛果民主共和國、克羅埃西亞、塞浦路斯、科特迪瓦、埃及、赤道幾內亞、法國、加彭、甘比亞、加納、直布羅陀、希臘、幾內亞、幾內亞比索、以色列、義大利、黎巴嫩、利比里亞、利比亞、馬爾他、茅利塔尼亞、摩納哥、蒙特內哥羅、摩洛哥、奈及利亞、葡萄牙、聖多美普林西比、塞內加爾、塞爾維亞、塞拉利昂、斯洛維尼亞、西班牙（加那利群島）、阿拉伯敘利亞共和國、多哥、突尼西亞、土耳其、英國及西撒哈拉。
本魚為亞熱帶魚種，分布範圍從北緯45度到南緯18度、西經19度到東經36度。本魚為底棲海魚，棲息的深度在1到100公尺之間。

## 形態
本魚為中型海魚，體長可達45公分，一般為30公分左右。魚體色灰白，兩側各有一排明顯的黑色斑點，其上方背部布满棕色雜斑，下側腹部則白色無斑。本魚側前方具有腺溝，鰓蓋棘帶有毒腺。

## 生態
本魚棲息在淺水，深度不超過100公尺，會在海底掘穴，捕食小魚及甲殼類。
本魚為卵生，卵和魚苗為浮游性。

## 經濟利用
本魚為食用魚，有低度的經濟利用。

## 風險管理
本魚有毒刺，需小心處理，受傷要送醫治療。

## 保護現狀
國際自然保護聯盟認為，本魚在棲息為常見且數量豐富，虽然不時成為海底拖網的混獲魚種，並偶爾被售賣，但在分布區内多個海洋保護區内仍可見，於2015年評估本魚為無危物種。